# Mértola (gemeente)
Mértola (Arabisch: Martulah) is een gemeente in het Portugese district Beja.
De gemeente heeft een totale oppervlakte van 1293 km² en telde 8712 inwoners in 2001.

## Geschiedenis
Tijdens de Romeinse tijd was de naam van de stad Iulia Myrtilis. Musa ibn Nusayr veroverde Mértola in 713. Van 1033 tot 1044, tot aan de verovering door Sevilla, was Mértola als taifa Mértola een onafhankelijke taifa. De eerste emir was Ibn Tayfur van de Tayfuriden dynastie die tot zijn einde duurde in 1044, toen de taifa aan Sevilla kwam. In 1091 kwam Mértola in handen van de Almoraviden uit Marokko en in 1151 aan de Almohaden, ook uit Marokko. Mértola viel uiteindelijk in 1238 aan Sancho II van Portugal en werd aan de ridders van de Orde van Sint-Jacob geschonken. De stad bleef tot 1316 de zetel van deze orde.

## Bezienswaardigheden
- Katholieke kerk (Igreja de Nossa Senhora da Anunciação), een moskee dat in 1238 een kerk werd. Dit is de enig bewaarde (voormalige) moskee in Portugal. Er is een mihrab aanwezig.

## Plaatsen in de gemeente
- Alcaria Ruiva
- Corte do Pinto
- Espírito Santo
- Mértola
- Santana de Cambas
- São João dos Caldeireiros
- São Miguel do Pinheiro
- São Pedro de Solis
- São Sebastião dos Carros

## Geboren
- Fernando Venâncio (1944-2025), schrijver, intellectueel, literair criticus en academicus, met Nederlandse nationaliteit